# Werner Braun (Musikwissenschaftler)
Werner Hermann Georg Braun (* 19. Mai 1926 in Sangerhausen; † 24. August 2012 in Saarbrücken) war ein deutscher Musikwissenschaftler.

## Leben
Werner Braun studierte von 1946 bis 1950 an der Martin-Luther-Universität Halle-Wittenberg Musikwissenschaft bei Max Schneider und Schulmusik bei Fritz Reuter mit Hauptinstrument Klavier sowie Germanistik. 1950 legte er das Staatsexamen für das Lehramt in den Fächern Musik und Deutsch ab. Von 1951 an war er als Hochschulassistent und später Oberassistent am musikwissenschaftlichen Institut der Martin-Luther-Universität am Standort Halle (Saale) tätig, 1952 wurde er mit einer Dissertation über Johann Mattheson promoviert. 1958 nahm die Universität Halle-Wittenberg seine Habilitationsschrift über die mitteldeutsche Choralpassion im 18. Jahrhundert an. Ende 1961 verließ Braun mit seiner Ehefrau und den gemeinsamen Kindern die DDR und wurde Privatdozent an der Christian-Albrechts-Universität zu Kiel, verbunden mit einer Forschungsstelle. Dort wurde er 1967 zum außerplanmäßigen Professor ernannt. 1968 wechselte er als wissenschaftlicher Rat mit Professortitel an die Universität des Saarlandes nach Saarbrücken. Hier wurde er im Juli 1972 als Nachfolger von Walter Wiora Ordinarius für Musikwissenschaft. Nach der formalen Abschaffung der Lehrstühle durch das saarländische Universitätsgesetz in den späteren 1970er-Jahren erhielt Braun die Amtsbezeichnung „Professor auf Lebenszeit“ (C-4-Professur). Dieses Amt übte er bis zu seiner Emeritierung im Herbst 1994 aus.

## Wissenschaftliche Tätigkeit
Forschungsschwerpunkte Werner Brauns waren vor allem die deutsche, daneben auch die britische Musikgeschichte des 17. und 18. Jahrhunderts, darin besonders nord- und mitteldeutsche evangelische Kirchenmusik, Oper und Singspiel, Kunstlied sowie Musiktheorie dieser Zeit. Zu seinen bedeutenden Forschungsarbeiten gehören unter anderem Britannia abundans (1977), eine grundlegende Studie über englisch-deutsche Musikbeziehungen zur Zeit William Shakespeares, Der Stilwandel der Musik um 1600 (1982), eine Analyse des Übergangs von der „Renaissancemusik“ zur „Barockmusik“, und Thöne und Melodeyen, Arien und Canzonetten (2004), eine umfangreiche Abhandlung über das deutsche Kunstlied im Barockzeitalter. Innerhalb des von Carl Dahlhaus und Hermann Danuser herausgegebenen Neuen Handbuchs der Musikwissenschaft verfasste Braun den Band über die Musik des 17. Jahrhunderts (1981), im Sammelwerk Geschichte der Musiktheorie ist er Autor des Teilbandes über den geschichtlichen Verlauf der deutschen Musiktheorie von Sethus Calvisius bis Johann Mattheson.
Werner Braun verfasste (bis 2007) 15 Monografien, etwa 140 wissenschaftliche Aufsätze sowie 38 Artikel für die Neuauflage der Enzyklopädie Die Musik in Geschichte und Gegenwart (1994–2007). Außerdem gab er acht Noteneditionen von Werken deutscher Komponisten des 17. und 18. Jahrhunderts heraus. Von 1987 bis 1993 war er Begründer und Leiter der Schriftenreihe Saarbrücker Studien zur Musikwissenschaft, Neue Folge. Zu seinem 65. und 75. Geburtstag wurde Werner Braun jeweils eine Festschrift gewidmet.
Braun war Mitglied im Wissenschaftlichen Beirat der Kritischen Gesamtausgabe sämtlicher Werke von Johann Rosenmüller.

## Werke (Auswahl)
- Die mitteldeutsche Choralpassion im 18. Jahrhundert. Evangelische Verlags-Anstalt, Berlin 1960 (zugleich: Habilschrift Universität Halle-Wittenberg 1958)
- Das Problem der Epochengliederung in der Musik. Wissenschaftliche Buchgesellschaft, Darmstadt 1977, ISBN 3-534-07157-3
- Britannia abundans. Deutsch-englische Musikbeziehungen zur Shakespearezeit. Schneider, Tutzing 1977, ISBN 3-7952-0198-5
- Die Musik des 17. Jahrhunderts. Laaber-Verlag, Laaber 1981, ISBN 3-7952-0198-5 (= Neues Handbuch der Musikwissenschaft, Band 4)
- Der Stilwandel in der Musik um 1600. Wissenschaftliche Buchgesellschaft, Darmstadt 1981, ISBN 3-534-08448-9
- Samuel Michael und die Instrumentalmusik um 1630. Wissenschaftliche Buchgesellschaft, Darmstadt 1990, ISBN 3-925036-50-4
- Die Musiktheorie des 16. und 17. Jahrhunderts in Deutschland, Band 2: Deutsche Musiktheorie von Calvisius bis Mattheson. Wissenschaftliche Buchgesellschaft, Darmstadt 1994, ISBN 3-534-11997-5 (= Geschichte der Musiktheorie, Band 8, Teilband 2)
- Thöne und Melodeyen, Arien und Canzonetten. Zur Musik des deutschen Barockliedes. Niemeyer, Tübingen 2004, ISBN 3-484-36600-1

## Editionen (Auswahl)
- Heinrich Schütz: Unser Herr Jesus Christus in der Nacht, da er verraten ward (SW 495). Bärenreiter, Kassel 1961
- Johann Walter: Sämtliche Werke, Band 4. Bärenreiter, Kassel 1973
- Johann Gottfried Müthel: Klavierkonzerte. Katzbichler, München 1979 (= Denkmäler norddeutscher Musik, Band 3/4)